# Da Fábrica que Falece à Cidade de Lisboa

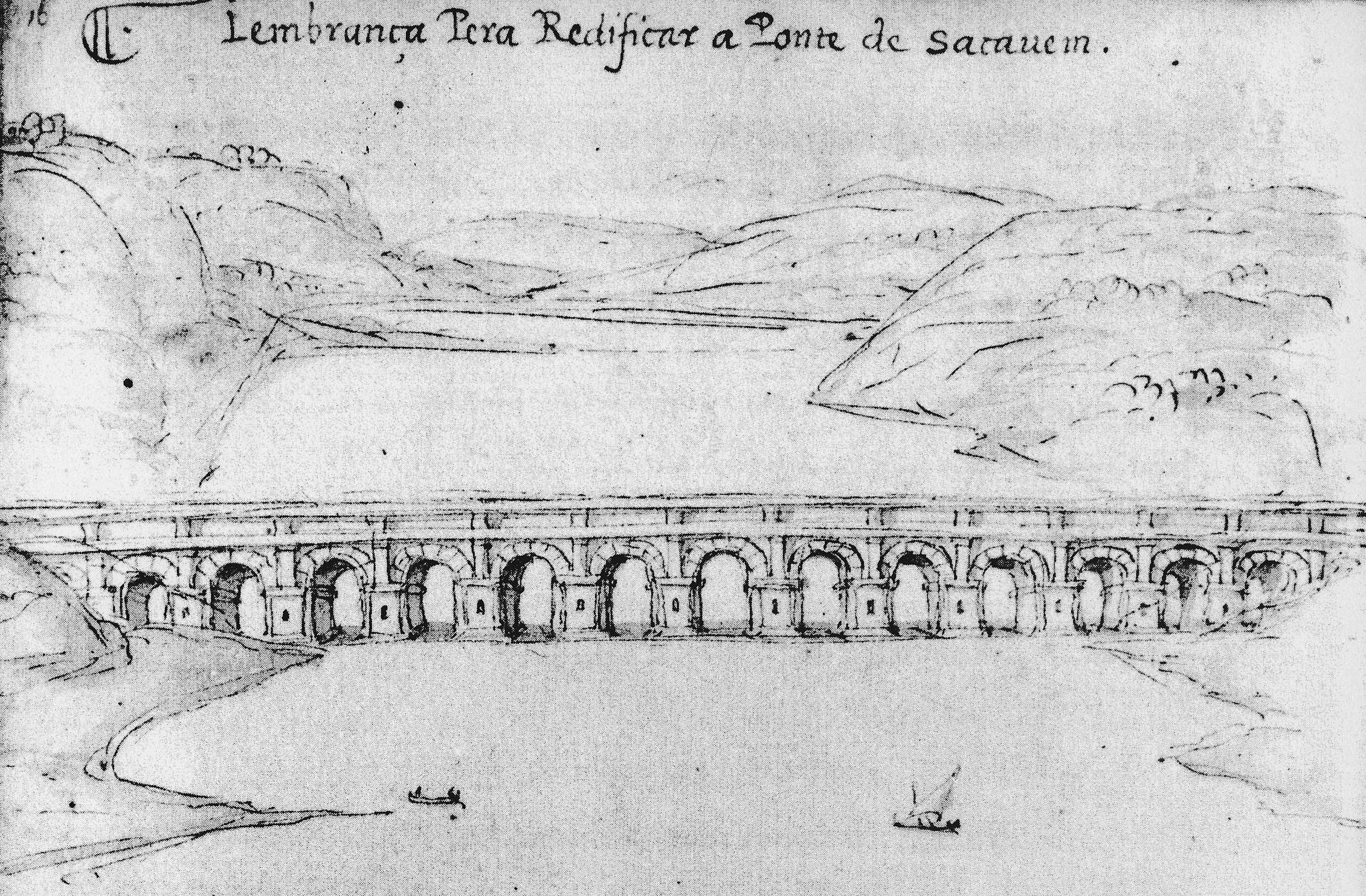
Exemplo da traça de Francisco de Holanda em Da fábrica que falece a cidade de Lisboa: «Lembrança pera redificar a ponte de Sacauem».

Da Fábrica que Falece à Cidade de Lisboa (Das obras que faltam à cidade de Lisboa, em português corrente) é uma obra escrita pelo pintor, iluminador, arquitecto e humanista português Francisco de Holanda (ou Francisco d'Holanda), publicada pela primeira vez em 1571, em Lisboa. Como os demais escritos da sua autoria permaneceu quase desconhecido até ao século XIX.

## Descrição da obra
Exemplo do Renascimento português, retrata a situação da cidade de Lisboa, propondo soluções para alguns dos seus problemas urbanos à época como, por exemplo, o do abastecimento de água:

Lisboa [...] onde todos os que bebem água, não tem mais de um estreito chafariz para tanta gente [...] e deve de trazer a Lisboa Água Livre que de duas léguas dela trouxeram os Romanos, por condutas debaixo da terra, subterrâneos furando muitos montes e com muito gasto e trabalho.
A obra é acompanhada por vários esquissos (esboços) que ilustram as suas propostas.
O manuscrito original encontra-se depositado na Biblioteca Nacional da Ajuda e pertenceu ao Conde do Redondo, cuja biblioteca foi comprada pelo rei D. José I, entre os anos de 1762 e 1777. De 1807 a 1822 permaneceu no Rio de Janeiro, retornando a Portugal junto com a Corte. Foi certamente nesta ocasião que chegou àquela cidade também uma pintura da "Santa Ceia" (têmpera sobre pergaminho, com texto da iluminura no verso), em cuja ficha catalográfica do catálogo do Museu Nacional de Belas Artes consta a atribuição a Francisco de Holanda.